# Manifesto of Nevermore
A Manifesto of Nevermore című album az amerikai Nevermore együttes első válogatásalbuma, amely 2009-ben jelent meg a Century Media kiadó gondozásában. A válogatás az összes korábban megjelent Nevermore-albumról tartalmaz dalokat, az 1995-ös debütáló albumtól kezdve a 2008-as koncertlemezig.

## Az album dalai
1. Final Product – 4:22
2. Born – 5:05
3. Enemies of Reality – 5:11
4. Tomorrow Turned into Yesterday – 4:35
5. Believe in Nothing – 4:22
6. Narcosynthesis – 5:31
7. Dreaming Neon Black – 6:26
8. Beyond Within – 5:12
9. Next in Line – 5:33
10. The Seven Tongues of God – 5:59
11. Matricide – 5:21
12. What Tomorrow Knows – 5:12
13. The Heart Collector (live) – 6:45

## Közreműködők
- Warrel Dane – ének
- Jeff Loomis – gitár
- Jim Sheppard – basszusgitár
- Van Williams – dobok
- Steve Smyth – gitár (1, 2)
- Tim Calvert – gitár (4, 8)
- Pat O’Brien – gitár (9, 10, 11)
- Chris Broderick – gitár (13)

## Külső hivatkozások
- Nevermore hivatalos honlap Archiválva 2005. augusztus 15-i dátummal a Wayback Machine-ben
- Nevermore a MySpace-en
- Nevermore a Last.fm-en